# Valentin Koz'mič Ivanov
Valentin Koz'mič Ivanov (in russo Валентин Козьмич Иванов?; Mosca, 19 novembre 1934 – Mosca, 8 novembre 2011) è stato un allenatore di calcio e calciatore sovietico, dal 1991 cittadino russo, di ruolo attaccante. Campione Olimpico con la Nazionale sovietica nel 1956 e campione europeo nel 1960. Capocannoniere del Mondiale 1962 e dell'Europeo 1960.

## Carriera

### Club
Trascorse l'intera sua carriera nella Torpedo Mosca, realizzando 124 gol in 286 partite nel campionato sovietico di calcio, nono marcatore di tutti i tempi.

### Nazionale
Giocò 59 partite nella Nazionale sovietica, segnando 26 reti, terzo marcatore di sempre della nazionale dietro Oleg Blokhin e Oleg Protasov. Fu campione Olimpico ai Giochi di Melbourne del 1956 e fu parte delle selezioni sovietiche che vinsero la medaglia d'oro al Campionato europeo di calcio 1960 e la medaglia d'argento al Campionato europeo di calcio 1964. Partecipò a due Campionati mondiali, 1958 e 1962, di cui fu capocannoniere a pari merito con Garrincha, Vavá, Leonel Sánchez, Flórián Albert e Dražan Jerković.

## Palmarès

### Giocatore

#### Club
- Campionato sovietico: 2

Torpedo Mosca: 1960, 1965
- Coppa dell'URSS: 2

Torpedo Mosca: 1959-1960, 1967-1968

#### Nazionale
- Oro olimpico: 1

Melbourne 1956
- Campionato d'Europa: 1

1960

#### Individuale
- Capocannoniere della FIFA World Cup: 1

1962
- Capocannoniere del campionato europeo di calcio: 1

1960

### Allenatore
- Campionato sovietico: 2

Torpedo Mosca: 1976
- Coppa dell'URSS: 2

1967-1968, 1985-1986